# Tagasta inornata
Tagasta inornata är en insektsart som först beskrevs av Walker, F. 1870.  Tagasta inornata ingår i släktet Tagasta och familjen Pyrgomorphidae. Inga underarter finns listade i Catalogue of Life.